# Waverley (romance)
Waverley é um romance histórico escrito em 1814 por Sir Walter Scott.  Inicialmente publicada anonimamente em 1814 como a primeira tentativa de Scott em ficção em prosa, Waverley é frequentemente considerada como sendo o primeiro romance histórico. O romance tornou-se tão popular que os livros posteriores de Scott foram vendidos como sendo "pelo autor de Waverley". Sua série de livros sobre temas similares escritos nesse período ficaram conhecidos coletivamente como os "Romances Waverley".

## Personagens principais de "Waverley"
- O Clã Mac-Ivor (ou MacIvor, M'Ivor)
- Chefe Fergus Mac-Ivor
- Flora Mac-Ivor, irmã de Fergus
- Sir Everard Waverley
- Edward Waverley, protagonista
- Barão Bradwardine
- Rose Bradwardine, filha do Barão
- Bonnie Prince Charlie

## Aspectos

### Estágios de Civilização
Como aponta o autor Franco Moretti, há a ideia de diferentes estágios de civilização em "Waverley". A viagem do protagonista em direção às terras altas também é uma viagem para lugares menos desenvolvidos na perspectiva pensada pelo Iluminismo Escocês: Waverley viaja das terras civilizadas da Inglaterra para as cidades semi-civilizadas da Escócia, para por fim entrar em contato com os povos "selvagens" das Terras Altas.

## Impacto
"Waverley" foi um sucesso massivo e global. Scott publicaria nos anos subsequentes (de forma anônima) uma série de outros romances históricos conhecidos como "Waverley Novels", incluindo: "Guy Mannering" em 1815, "The Antiquarian" em 1816, "Rob Roy" em 1817, "Heart of Midlothian" em 1818 e "Ivanhoé", em 1819.

### Livros
- Groot, Jerome de (2010). The Historical Novel. New York: Routledge. 200 páginas

- Moretti, Franco (2003). «O romance, o Estado-nação». Atlas do romance europeu: 1800-1900. São Paulo: Boitempo. pp. 23–86

- Scott, Sir Walter (1814). Waverley. [S.l.]: Archibald Constable